# Niilo Helanders stiftelse
Niilo Helanders stiftelse (finska: Niilo Helanderin säätiö) är en finländsk stiftelse.
Stiftelsen grundades 1927 av Nikolai Helander (1865–1930), som hade byggt upp sin förmögenhet som köpman och grosshandlare i Heinola. Stiftelsen stödjer och främjar kulturarbete genom att dela ut stipendier (första gången 1930) till utövare av vetenskap och konst. Stiftelsens styrelse utser varje år 2–3 forskningsområden och minst en konstart vars utövare kan ansöka om stipendier. Stiftelsen har även ambitionen att anskaffa konstverk till sin samling, som förvaras i Heinola stads konstmuseum.